# Sadala
Sadala är en ort i Estland. Den ligger i Torma kommun och landskapet Jõgevamaa, i den centrala delen av landet, 120 km sydost om huvudstaden Tallinn. Sadala ligger 103 meter över havet och antalet invånare är 306.
Terrängen runt Sadala är platt. Runt Sadala är det mycket glesbefolkat, med 6 invånare per kvadratkilometer. Närmaste större samhälle är Jõgeva, 17,8 km sydväst om Sadala. Omgivningarna runt Sadala är en mosaik av jordbruksmark och naturlig växtlighet.